# Súdánská demokratická republika
Súdánská demokratická republika byl název dnešního Súdánu v letech 1969–1985, kdy v zemi vládl plukovník Džafar Nimeiry.

## Historie
V roce 1969 podnikl v tehdejší Súdánské republice plukovník Džafar Muhammad an-Nimeiry v rámci květnové revoluce státní převrat, při kterém se moci chopila armáda. Zároveň došlo k vyhlášení Súdánské demokratické republiky. V roce 1971 se o převrat pokusila Súdánská komunistická strana. Pokus dopadl neúspěšně a vůdci byli popraveni, čímž si Nimeiry upevnil svoji moc. Rozhodl se také ukončit občanskou válku na jihu země a v roce 1972 došlo v Addis Abebě k uzavření míru mezi vládou a hnutím Anya Nya, čímž jižní Súdán získal částečnou autonomii. V roce 1973 přešla vláda z rukou armády do rukou civilistů. Jedinou povolenou politickou stranou v zemi se stala Súdánská socialistická unie. V letech 1975–1976 proběhlo v Súdánu povstání Muslimského bratrstva a roku 1977 došlo k uzavření obranné dohody s Egyptem. Díky této dohodě na zemi negativně dopadla egyptsko-izraelská mírová smlouva z roku 1979, po níž začala spolupráce s Etiopií. V roce 1978 došlo v Bentiu na jihu země k objevení ropy.
Klid na jihu země vydržel do roku 1983. Tehdy došlo k zavedení islámského práva (šarí'a) i do křesťansko-animistických provincií, což vyvolalo novou občanskou válku. Proti vládě stálo Súdánské lidové osvobozenecké hnutí (SPLM), v jehož čele stál John Garang. Z důvodu možného vměšování Libye do konfliktu vyslalo USA do oblasti speciální letadla se systémem AWACS. Nimejri z obavy z možného útoku od Egypta vyhlásil všeobecnou mobilizaci. Také došlo k postupnému rozdělení povstalců. Část jich podporovala konfederaci se severem a vytvořili Súdánskou lidově osvobozeneckou armádu (SPLA). Zbytek se sloučil okolo Jihosúdánské armády nezávislosti (SSIA). Na klidu nepřidalo ani sucho, které zemi postihlo v roce 1984. Při nepokojích v roce 1985 byl Nimejri důstojníky svržen a k moci se dostala Prozatímní vojenská rada (Transitional Military Council); to vedlo k další eskalaci občanské války. 